# Choyce Point
Der Choyce Point (in Argentinien Punta Williamson) ist eine bis zu 230 m hohe Landspitze an der Bowman-Küste des Grahamlands auf der Antarktischen Halbinsel. Sie liegt 5 km südwestlich des Tent-Nunatak und markiert nördlich die Einfahrt zum Seligman Inlet.
Vom Larsen-Schelfeis aus gesehen erhebt sich hinter der Landspitze ein Felsenkliff. Dieses benannte der Falkland Islands Dependencies Survey (FIDS) 1947 als Kap Choyce. Das UK Antarctic Place-Names Committee entschied am 20. Dezember 1974, die Benennung in angepasster Form auf die hier beschriebene Landspitze zu übertragen. Namensgeber ist Michael Antony Choyce (1919–1996), Meteorologe des FIDS auf der Station in der Hope Bay im Jahr 1947. Namensgeber der argentinischen Benennung, die auf eine ursprünglich britische Benennung als Williamson Point zurückgeht, ist der britische Mathematiker und Rechtsanwalt William Williamson (1804–1875), der 1844 in der Schweiz als einer der Ersten die Fließgeschwindigkeit an der Oberfläche von Gletschern ermittelt hatte.